# 辛遵
辛遵（前1世纪—3年），狄道人，后迁居昌陵（今陕西西安东），后留长安。西汉官员。辛庆忌中子，哥哥辛通，弟弟辛茂。
辛通官至函谷关都尉，汉平帝元始三年，王莽秉政。不准平帝汉平帝外戚卫氏入居京师，辛通的长子与汉平帝外戚卫氏关系友善。王莽诛灭卫氏，辛家被甄丰、甄邯及司直陈崇告发，说他们有怨叛王莽之谋，辛遵与其兄弟辛通、辛茂等与宗族南郡太守辛伯都被王莽诛杀。